# I Mean
I Mean – siódmy minialbum południowokoreańskiej grupy BtoB, wydany 12 października 2015 roku przez Cube Entertainment. Płytę promował utwór „Way Back Home” (kor. 집으로 가는 길). Sprzedał się w nakładzie 49 637 egzemplarzy w Korei Południowej (stan na luty 2019).

## Lista utworów
| CD | CD                                                                           | CD                                                  | CD                                                                        | CD                        | CD      |
| Nr | Tytuł utworu                                                                 | Tekst                                               | Kompozycja                                                                | Aranżacja                 | Długość |
| -- | ---------------------------------------------------------------------------- | --------------------------------------------------- | ------------------------------------------------------------------------- | ------------------------- | ------- |
| 1. | „Last Day”                                                                   | Lee Chang-sub, Seo Jae-woo                          | Seo Jae-woo, Jussifer, Davion Farris of The Pensouls, Joe J. Lee "Kairos" | Seo Jae-woo               | 3:38    |
| 2. | „Jipeuro ganeun gil” (kor. 집으로 가는 길, ang. Way Back Home)               | Son Yeong-jin, Jo Sung-ho                           | Son Yeong-jin, Jo Sung-ho                                                 | Son Yeong-jin, Jo Sung-ho | 4:01    |
| 3. | „Simjangeotaek” (kor. 심장어택, ang. Heart Attack)                           | Seo Jae-woo, Song Yong-bae, Minhyuk, Ilhoon, Peniel | Seo Jae-woo, Song Yong-bae                                                | Seo Jae-woo               | 4:05    |
| 4. | „Neverland” (feat. G.NA)                                                     | Ilhoon, Minhyuk, Peniel                             | Ilhoon                                                                    | Ilhoon                    | 3:44    |
| 5. | „Na ppaego da neukdae” (kor. 나 빼고 다 늑대, ang. All Are Wolves Except Me) | Seo Jae-woo, Ilhoon, Minhyuk                        | Seo Jae-woo, Ilhoon                                                       | Seo Jae-woo               | 3:50    |
| 6. | „Yeogi isseulge” (kor. 여기 있을게, ang. I'll Be Here)                       | Hyunsik, EDEN                                       | Hyunsik, EDEN                                                             | Megatone                  | 4:42    |

## Notowania
| Lista                    | Pozycja |
| ------------------------ | ------- |
| Gaon Weekly Album Chart  | 2       |
| Gaon Monthly Album Chart | 8       |
| Gaon Yearly Album Chart  | 54      |
| Five Music (Tajwan)      | 8       |